# Дальняя Рогатка
Да́льняя Рога́тка — историческая местность в Санкт-Петербурге в районе Пулковской горы и аэропорта «Пулково», в историческом районе Пулковское. Административно относится к Московскому и Пушкинскому районам города, которые в этом районе разделяются границей, проходящей вдоль Пулковского шоссе в месте его примыкания к Петербургскому шоссе города Пушкина.

## Наименование
Рогаткой в петровские времена называли дорожное заграждение, выполнявшее роль шлагбаума. На выезде из Петербурга на юг стояли три кордона с такими рогатками — они назывались Ближняя (Первая), Средняя (Вторая) и Дальняя (Третья) рогатки. Кордоны служили для «препятствия проходу злонамеренных людей»: беглых солдат и крепостных, пытавшихся уйти из Петербурга; извозчиков, нарушавших царский указ о привозе на каждой подводе трёх камней для мощения петербургских улиц, и тех городских жителей, которые хотели выехать без разрешения.

## История
Дальняя Рогатка располагалась «на прудовой мельничной плотине под Пулковской горой». До 1941 года на Дальней Рогатке существовали поселения. В 1835 году на вершине Пулковской горы была заложена Пулковская обсерватория — от этого места стали отсчитываться все расстояния в Российской Империи.
С началом Великой Отечественной войны жители Дальней Рогатки были эвакуированы, затем их дома были разрушены боями: здесь проходила линия фронта. После войны строительство жилья здесь было запрещено в связи с созданием защитной парковой зоны обсерватории.
В современности здесь, помимо многочисленных объектов обсерватории, находится развязка Пулковского и Петербургского шоссе, снабжённая автомобильным туннелем и надземным переходом, посреди неё находится установленный в 1956 году памятник Пушкину, смотрящий в сторону центра города вдоль Пулковского меридиана. 
К 2016 году поблизости был достроен масштабный и статусный выставочный комплекс «Экспофорум», что сильно увеличило стоимость окружающей земли (на этот фактор также влияет и близость к аэропорту). Вокруг «Экспофорума» началась масштабная коммерческая застройка, также в окрестностях завершилось строительство платной трассы до Москвы со сложными развязками. В связи с этим район Пулковской горы засвечивается городской иллюминацией, от чего и должна была его защищать защитная зона. Это вызвало протесты со стороны научного сообщества.

## Достопримечательности

### Пулковская обсерватория(Пулковское шоссе, дом 65)
Николаевская Главная астрономическая обсерватория или Пулковская обсерватория была заложена на этом месте в 1835 году в присутствии императора Николая I. Торжественное открытие Главной Пулковской обсерватории состоялось 19 (7) августа 1839 года, Указом Александра II ей было присвоено имя основателя императора Николая I. Главное здание обсерватории построено по проекту архитектора А.П. Брюллова. Центр Круглого зала обсерватории служил начальной нулевой точкой триангуляции России, Пулковский меридиан, ставший основным для определения долгот на русских картах. 

### Парк Дальняя Рогатка
В 2015 году за памятником между проездами развязки был создан ландшафтный парк «Дальняя Рогатка», в который нет пешеходного доступа. 

## Транспорт
Ближайшая станция метро к Дальней Рогатке:  «Московская»